# 플로리다 영화 비평가 협회
플로리다 영화 비평가 협회(영어: Florida Film Critics Circle, FFCC)는 1996년 플로리다주에서 설립된 미국의 영화 평론가 조직이다. FFCC는 플로리다에 소재한 인쇄물 및 온라인 출판물의 30명의 영화 비평가로 구성 된다. 매년 연말 FFCC 회원들은 플로리다 영화 평론가 협회(Film Critics Circle Awards)에 투표하여 그 해에 발표 된 영화의 뛰어난 업적에 대해 투표한다. 조직은 또한 영화 비평가 폴린 카엘의 이름을 딴 폴린 카엘 신인상과 영화에 대한 탁월한 공헌에 대한 골든 오렌지상을 시상한다.

## 같이 보기
- 영화상 목록